# Jan-Eric Meier
Jan-Eric Meier  (* 1994 in Schwerin) ist ein deutscher Schauspieler.

## Leben
Seine Ausbildung zum Schauspieler absolvierte Jan-Eric Meier von 2015 bis 2019 an der Hochschule für Schauspielkunst Ernst Busch in Berlin.
Schon vorher und auch während seines Studiums war er am Landestheater Parchim in verschiedenen Rollen zu sehen.
Sein erstes Festengagement nach seiner Ausbildung erhielt er an der Landesbühne Niedersachsen Nord in Wilhelmshaven. Seit 2023 arbeitet er als freier Schauspieler in Berlin.

## Theater (Auswahl)
- 2014: Frau Holle, Regie: Katja Mickan[3]
- 2014: Ein Sommernachtstraum, Regie Martin und Carolin Klinkenberg[1]
- 2014: Das kalte Herz, Regie: Carl Pohla[1]
- 2016: Rossum’s Universal Robots, Regie Friederike Förster[4]
- 2017: Der gute Mensch von Sezuan, Regie: Peter Kleinert[5][6]
- 2018: Verlorene Illusionen, Regie: Gabor Czejder
- 2019: Caligula/Julius Caesar (DSE), Regie: Robert Teufel[7]
- 2019: Die Mausefalle, Regie: Franziska Ritter[8]
- 2020: Mutter Courage und ihre Kinder, Regie: Sascha Bunge[9]
- 2020: Iphigenie auf Tauris, Regie: Robert Teufel[10]
- 2021: Der goldne Topf, Regie: Robert Teufel[11]
- 2021: Mord im Orientexpress. Regie: Robert Teufel[12]
- 2022: Der Fiskus. Regie: Marie-Sophie Dudzic[13]
- 2022: Hase Hase. Regie: Robert Teufel[14]
- 2022: Der Weg zurück. Regie: Robert Teufel[15]
- 2023: Falscher Hase. Regie: Robert Teufel[16]